# دلتای رود مروارید
دلتای رود مروارید (PRD) منطقه کم ارتفاع اطراف دلتای رود مروارید در چین است که آبهای این رودخانه را به دریای چین جنوبی می‌ریزد. این منطقه یکی از پرجمعیت‌ترین مناطق شهری در جهان است و اغلب به عنوان یک مگا سیتی در نظر گرفته می‌شود. در حال حاضر، PRD ثروتمندترین منطقه در جنوب چین و یکی از ثروتمندترین مناطق در کل چین است.
PRD یک منطقه مگالاپولیس که با توسعه آینده در یک منطقه بزرگ شهری متمرکز است، اما خود را در انتهای جنوبی یک بزرگتر بزرگ در حال اجرا در امتداد ساحل جنوبی چین قرار داده‌است که شامل کلان‌شهرها مانند ژانگژو - شیامن، کوانژو - پوتیان و فوجو می‌شود که در اواخر سال ۲۰۱۳ در مجموع جمعیتی برابر با ۵۷٫۱۵ میلیون نفر را تشکیل می‌دادند. به گفته گروه بانک جهانی، PRD به بزرگ‌ترین منطقه شهری جهان از نظر اندازه و جمعیت تبدیل شده‌است.
سمت غرب این منطقه مهاجر فرست بوده و بسیاری از چینی‌هایی که در قرون ۱۹ و ۲۰ به دنیای غرب رفتند از این منطقه هستند کهزبان غالب آنها کانتونی است.

## اقتصاد
از زمان آغاز برنامه اصلاحات چین در سال ۱۹۷۹، PRD یکی از مناطق اقتصادی پویای جمهوری خلق چین بوده‌است. با افزایش تولید ناخالص داخلی سالانه ۱۳٫۴۵ درصد در طول سه دهه از سال ۱۹۷۸، ۳٫۵ درصد بیشتر از میانگین ملی است. از سال ۱۹۷۸، تقریباً ۳۰ درصد کل سرمایه‌گذاری خارجی در چین در PRD بود. از زمان آغاز برنامه اصلاحی چین، منطقه اقتصادی دلتای رودخانه مروارید سریع‌ترین بخش رشد را در سریع‌ترین استان رشد در سریع‌ترین رشد اقتصادی بزرگ در جهان بوده‌است.

### اهمیت تولید

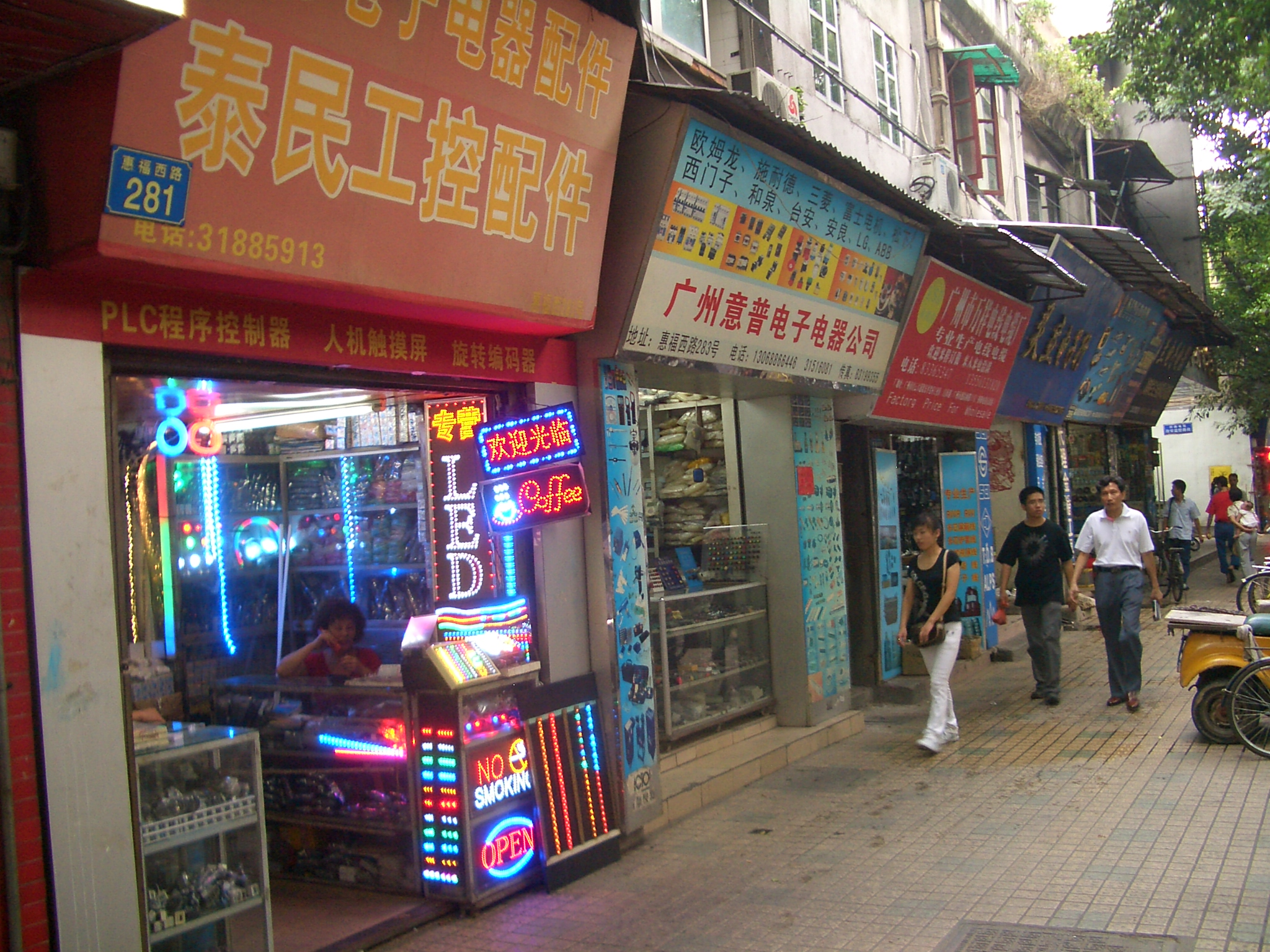
چندین خیابان در گوانگژو در فروش قطعات الکترونیکی به تولیدکنندگان کالاهای الکتریکی و الکترونیکی تخصص دارند

دلتای رودخانه مروارید تبدیل به کارگاه آموزشی جهانی شده و پایه اصلی تولید محصولاتی مانند محصولات الکترونیکی (مانند ساعت و ساعت)، اسباب بازی، پوشاک و منسوجات، محصولات پلاستیکی و تعدادی از کالاهای دیگر است. بخش عمده این تولید توسط نهادهای خارجی سرمایه‌گذاری شده و برای بازار صادراتی هدایت می‌شود. منطقه اقتصادی دلفی رودخانه مروارید تقریباً یک سوم ارزش تجاری چین را تشکیل می‌دهد.
شرکت‌های خصوصی به سرعت در منطقه اقتصادی دلتای رودخانه مروارید رشد کرده و در حال رشد در اقتصاد منطقه، به ویژه پس از سال ۲۰۰۰، زمانی که محیط توسعه برای شرکت‌های خصوصی بسیار آرام بوده‌است.
تقریباً پنج درصد از کالاهای جهان در سال ۲۰۰۱ در دلتای رودخانه مروارید بزرگ تولید گردید که ارزش کلی صادرات آن ۲۸۹ میلیارد دلار بود. بیش از ۷۰٬۰۰۰ شرکت هنگ کنگ گیاهان کارخانه وجود دارد.